# 中川源一郎
中川 源一郎（なかがわ げんいちろう、1892年4月15日 - 1961年8月25日）は、日本の政治家。衆議院議員（1期）。

## 経歴
京都府出身。1914年京都市立第二商業学校卒。京都市議、京都府議、同第41代議長（1948年6月28日から1949年7月1日まで）となる。
京都府鉱山会会長、大和航空工業、迫田鉱業各(株)社長、近畿鉱山会副会長、京都府遺族会会長、日本遺族厚生連盟副会長、京都府高等学校、全国高等学校定時制教育振興会会長を務める。
1952年の第25回衆議院議員総選挙において京都1区から無所属で立候補して落選。翌1953年の第26回衆議院議員総選挙において自由党公認で立候補して当選した。1955年の第27回衆議院議員総選挙で落選した。1959年の第5回参議院議員通常選挙に全国区から自由民主党公認で立候補したが落選した。1961年死去。